# Saqueo de Amorio
El saqueo de Amorio (también cerco de Amorio o caída de Amorio) por el Califato abasí a mediados de agosto de 838 fue uno de los acontecimientos más importantes de la larga historia de conflictos entre bizantinos y árabes. El califa abasí Al-Mutasim (833-842) encabezó la campaña en persona. La emprendió en represalia por la del emperador bizantino Teófilo (829-842) del año anterior. Al-Mutasim tenía como objetivo Amorio, una ciudad fortificada en la parte occidental de Asia Menor, localidad de origen de la dinastía bizantina reinante y, en la época, una de las mayores y más importantes del Imperio bizantino. El califa consiguió reunir un ejército excepcionalmente grande y lo dividió en dos partes: una de ellas penetró profundamente en territorio bizantino en Asia Menor mientras que la otra, más al norte, derrotó a las fuerzas bizantinas acaudilladas por Teófilo en la batalla de Anzen. Las tropas abasíes entonces se dirigieron hacia Ancira, que encontraron abandonada; después de saquearla, el ejército árabe marchó hacia el sur en dirección a Amorio, a donde llegó el 1 de agosto. Estorbado por las intrigas en Constantinopla y por una revuelta del gran contingente jurramita en el ejército, Teófilo no consiguió socorrer la ciudad.
Amorio contaba con poderosas fortificaciones y una gran guarnición, pero un traidor reveló un punto débil de las murallas, lo que permitió que los abasíes concentraran allí sus embates hasta conseguir abrir una brecha. Incapaces de romper las líneas del ejército sitiador, el comandante de aquella sección de la muralla intentó, secretamente, negociar con el califa. Abandonó su puesto, lo que favoreció a los árabes, que entraron en la ciudad y la conquistaron. Amorio fue arrasada y jamás recuperó la prosperidad que había gozado hasta entonces. Los vencedores pasaron por las armas a muchos de sus habitantes y se llevaron al resto en cautividad. La mayor parte de los supervivientes lograron la libertad tras una tregua firmada en el 841, pero los funcionarios más importantes fueron conducidos a la capital califal en Samarra y ejecutados después de rechazar convertirse al islam. La Iglesia ortodoxa los recuerda como los cuarenta y dos mártires de Amorio.
La conquista de Amorio no fue solamente un enorme desastre militar y un duro golpe personal para Teófilo, sino también un suceso traumático para los bizantinos, que influyó en la literatura de los años siguientes. El saqueo no alteró de forma notable la situación militar en la región, que fue paulatinamente inclinándose a favor del bando bizantino, pero consiguió desacreditar completamente la doctrina iconoclasta, defendida ardientemente por el emperador. Como los iconoclastas dependían intensamente de las victorias militares del monarca para legitimarse, la caída de Amorio contribuyó decisivamente a que se abandonase su doctrina poco después de la muerte de Teófilo en el 842.

## Situación
Alrededor del 829, cuando el joven emperador Teófilo ascendió al trono bizantino, bizantinos y árabes ya llevaban enfrentándose de forma intermitente casi dos siglos. Por entonces, los árabes retomaron su acoso, tanto en oriente, donde, después de casi veinte años de paz debidos a la guerra civil abasí, el califa al-Mamún (813-833) lanzó varias incursiones importantes en territorio bizantino, como en occidente, donde la gradual conquista musulmana de Sicilia había comenzado en el 827. Teófilo era un hombre ambicioso y un convencido seguidor de la doctrina iconoclasta, que prohibía la representación artística de figuras divinas y la veneración de iconos. Buscó reforzar su régimen y fomentar su política religiosa mediante triunfos militares sobre el Califato abasí, el mayor enemigo del Imperio bizantino.
Buscando el favor divino y como respuesta a los planes de los iconódulos contra él, Teófilo retomó la represión de estos y de otros tenidos por «heréticos» en junio de 833; ordenó gran número de arrestos y empleó el exilio, las palizas y la confiscación de bienes contra sus enemigos. A ojos de los bizantinos, Dios parecía satisfecho con sus acciones: Mamun falleció durante los preparativos de una nueva invasión a gran escala del imperio que debía concluir con la conquista de Constantinopla, y su hermano y sucesor, Al-Mutasim, tuvo problemas para imponer su autoridad, principalmente a causa de una revuelta de la secta religiosa de los jurramitas acaudillados por Babak Khorramdin. Esta situación le permitió a Teófilo conseguir una serie de modestas victorias los años siguientes, además de obtener cerca de catorce mil reclutas jurramitas, fugitivos de territorio musulmán, encabezados por Nasr, que se bautizó y adoptó el nombre de Teófobo. Los éxitos del emperador no fueron particularmente espectaculares, pero como se obtuvieron después de dos décadas de derrotas y de guerras civiles sufridas durante los reinados de los emperadores iconófilos, parecieron confirmar el favor divino a su política religiosa. A continuación, el soberano trató de identificarse ante el pueblo con el antiguo emperador Constantino V (741-775), ferozmente iconoclasta y victorioso militar, además de emitir un nuevo tipo de follis de cobre, acuñado en enormes cantidades y en el que aparecía como el arquetípico emperador romano victorioso.

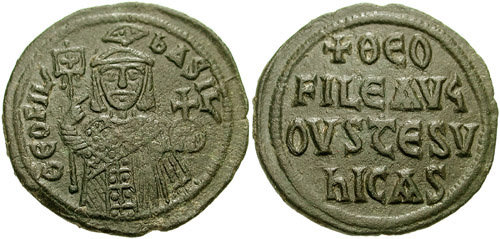
Nuevo Follis, acuñado en grandes cantidades para celebrar las victorias de Teófilo contra los árabes a partir del 835. En el anverso, aparece vestido para el triunfo, con la toupha, y, en el reverso está escrita la frase habitual «Teófilo Augusto, vencedor».

En 837, Teófilo —incitado por el acuciado Babak— decidió aprovechar la preocupación del Califato con la supresión de la revuelta de los jurramitas y envió una gran expedición contra los emiratos fronterizos. Reunió un enorme ejército, de cerca de setenta mil soldados y cien mil personas en total según al-Tabari, que invadió el territorio árabe de la región del Éufrates sin encontrar casi ninguna oposición. Los bizantinos tomaron las ciudades de Sozopetra y Arsamosata, devastaron y saquearon la campiña, exigieron a algunas ciudades tributo para no atacarlas y derrotaron a varios pequeños contingentes árabes de la región. Mientras Teófilo volvía a la capital para celebrar un triunfo y ser aclamado en el Hipódromo de Constantinopla como el «campeón incomparable», los refugiados de Sozopetra comenzaron a llegar a la capital de Al-Mutasim, Samarra. La corte del califa se sintió ultrajada por la brutalidad e insolencia de la incursión bizantina: el enemigo no solo había auxiliado abiertamente a los rebeldes jurramitas, sino que también, durante el saqueo de Sozopetra —que algunas fuentes identifican como la ciudad natal del califa—, había pasado por las armas a todos los hombres y había vendido como esclavo al resto de la población. Para mayor horror, algunas de las prisioneras afirmaron que los jurramitas aliados de Teófilo las habían violado. La campaña del emperador no consiguió, sin embargo, salvar a Babak y a sus seguidores, a los que el general al-Afshin expulsó de sus fortalezas de las montañas a finales de 837. Babak huyó al Emirato de Armenia, pero fue traicionado, entregado a los abasíes y murió torturado.
Eliminada la amenaza jurramita, el califa comenzó a reunir tropas para emprender una campaña de represalia contra el Imperio bizantino. Un gigantesco ejército árabe se reunió en Tarso; según el relato más fiable, el de Miguel el Sirio, contaba con ochenta mil soldados, a los que acompañaban otras treinta mil personas y empleaba más de setenta mil bestias de carga. Otros autores presentan cálculos aún mayores, entre los doscientos y los quinientos mil hombres, según Al-Masudi. Al contrario de las campañas anteriores, que se limitaron a hostigar los fuertes de la zona fronteriza, esta expedición tenía como objetivo penetrar profundamente en Asia Menor y servir de escarmiento. La gran ciudad de Amorio era su objetivo. Las crónicas árabes relatan que Al-Mutasim había pedido a sus consejeros que nombraran la «más inexpugnable y poderosa» fortaleza bizantina y estos le respondieron que esta era Amorio, «donde ningún musulmán había estado desde la aparición del islam. Ella era el ojo y cimiento de la Cristiandad; entre los bizantinos, era más famosa que Constantinopla». Según las fuentes bizantinas, el califa mandó incribir el nombre de la ciudad en los escudos y en los estandartes de sus soldados. Capital del poderoso Thema Anatólico, la ciudad estaba estratégicamente ubicada en el margen occidental de la meseta de Anatolia y dominaba la principal ruta meridional utilizada por las invasiones árabes. En la época, Amorio era una de las mayores urbes del Imperio bizantino, superada únicamente por la capital. Era también la ciudad natal del padre de Teófilo, Miguel II el Amoriano (820-829) y, probablemente, del mismo emperador. Debido a su importancia estratégica, había sido blanco frecuente de ataques árabes durante los siglos VII y VIII, y se afirma que el predecesor de Al-Mutasim, Mamum, se preparaba para atacarla cuando murió en 833.

## Primeros acontecimientos de la campaña: Anzen y Ancira
El califa dividió sus fuerzas en dos: envió una columna de diez mil turcos al mando de al-Afshin a unirse al emir Omar al-Aqta y a las tropas armenias de Vaspurakan para invadir el Thema Armeniaco a través del paso de Hadath, mientras que el ejército principal, con el mismísimo califa al frente, invadiría Capadocia por las Puertas Cilicias. Mandaba la vanguardia del ejército Ashinas, mientras que la derecha quedó en manos de Itaj; la izquierda, de Jafar ibn Dinar al-Jayyat; y el centro, de 'Ujayf ibn 'Anbasa. Las dos fuerzas debían reunirse nuevamente en Ancira antes de marchar juntas hacia Amorio. Por su parte, Teófilo se enteró pronto de las intenciones del califa y partió de Constantinopla a comienzos de junio. Su ejército incluía hombres de los temas anatolios y, posiblemente, también de los europeos, los tagmata (regimientos selectos) y también a los jurramitas. Los bizantinos esperaban que el ejército árabe marchara hacia el norte, en dirección a Ancira, después de pasar por las Puertas Cilicias, y entonces virara hacia el sur en dirección a Amorio, pero también era posible que los árabes marcharan directamente por la llanura capadocia en dirección a su objetivo. A pesar de los consejos de los generales para que se evacuara la ciudad —con la intención de anular así el objetivo principal de la campaña árabe y mantener el ejército unido— Teófilo decidió reforzar la guarnición de la ciudad con Aecio, el strategos del Thema Anatólico, y hombres de los tagmas de los excubitores y de los vigla.

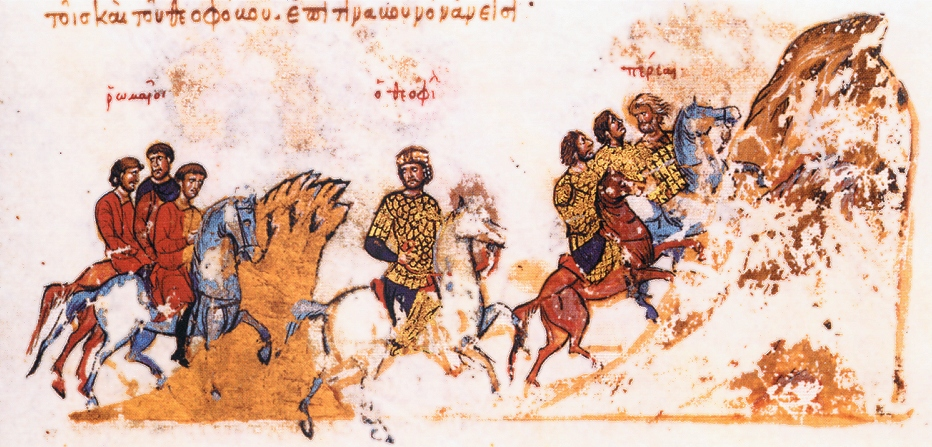
Huida del emperador Teófilo tras la derrota en la batalla de Anzen. Miniatura del Madrid Skylitzes.

El emperador se dirigió con el resto del ejército a apostarse entre las Puertas Cilicias y Ancira y acampó en el margen norte del río Halis, cerca de uno de los vados de la región. Ashinas cruzó las Puertas el 19 de junio y el propio califa con su ejército pasó por allí dos días después. El avance árabe era lento y cuidadoso. Ansioso por evitar una emboscada y por averiguar dónde se encontraba el emperador, Al-Mutasim prohibió a Ashinas adentrarse en la región de Capadocia. El general envió diversos destacamentos de batidores para capturar algunos prisioneros y, gracias a las informaciones que se les extrajeron, descubrió finalmente el paradero de Teófilo, que aguardaba el avance árabe. A la vez, alrededor de mediados de julio, el emperador supo de la llegada del ejército de al-Afshin, compuesto por unos treinta mil hombres, a la llanura de Dazimon. Dejando parte de su ejército al mando de un pariente con la misión de guardar el vado del Halis, Teófilo partió inmediatamente con el grueso de sus fuerzas —alrededor de cuarenta mil soldados según Miguel el Sirio— para enfrentarse a la hueste árabe, que contaba con menos tropas. Al-Mutasim supo de la marcha de Teófilo a través de sus prisioneros e intentó alertar a al-Afshin, pero no lo logró: el emperador fue más rápido que sus mensajeros y libró con el ejército del general árabe la batalla de Anzen, en la llanura de Dazimon, el 22 de julio. A pesar de que la suerte del combate pareció favorecerlo al principio, el ejército bizantino acabó derrotado y deshecho, y el propio Teófilo y su guardia quedaron rodeados y pasaron apuros para zafarse del cerco enemigo.
El emperador rápidamente reagrupó sus fuerzas y envió al general Teodoro Crátero a Ancira, que la encontró completamente abandonada; recibió entonces nuevas órdenes, reforzar la guarnición de Amorio. Por su parte, Teófilo tuvo que regresar a Constantinopla para acallar los rumores sobre su muerte en Anzen, que habían suscitado maquinaciones para proclamar un nuevo emperador. A la vez, los jurramitas, refugiados en Sinope, se rebelaron y declararon a su renuente comandante, Teófobo, emperador. Afortunadamente para el Imperio, Teófobo mantuvo una actitud pasiva y no intentó hacer frente a Teófilo ni unirse a Al-Mutasim. La vanguardia del califa, mandada por Ashinas, alcanzó Ancira el 26 de julio. Un destacamento árabe mandado por Malik ibn Kaydar descubrió y apresó tras una corta refriega a los habitantes de la ciudad, que se habían refugiado en minas de los alrededores. Los bizantinos, algunos de los cuales eran soldados que habían huido de Anzen, informaron a los árabes de la victoria de al-Afshin; estos se alegraron tanto que los liberaron. Las otras dos fuerzas árabes (la del califa y la de al-Afshin) llegaron a Ancira a lo largo de los días siguientes; tras saquear la ciudad desierta, el ejército árabe reunido marchó hacia el sur, en dirección a Amorio.

## Cerco y caída de Amorio

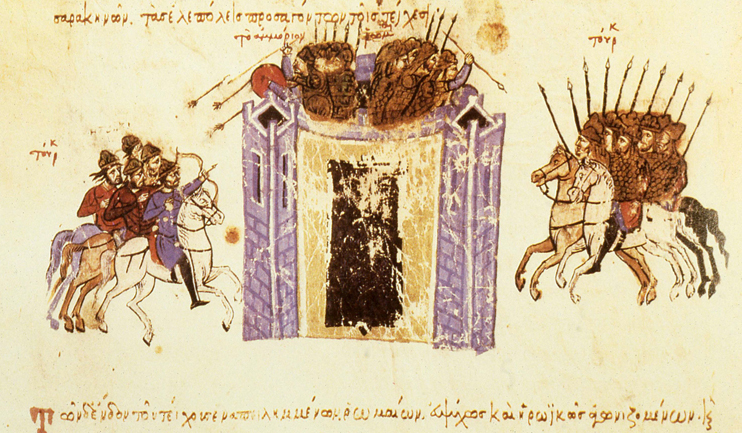
Asedio de Amorio. Miniatura del Madrid Skylitzes.

El ejército árabe marchó en tres cuerpos separados, con Ashinas nuevamente en vanguardia, el califa en el medio y al-Afshin en la retaguardia. Saqueando las zonas rurales conforme avanzaban, llegaron ante Amorio siete días después de haber partido de Ancira, y comenzaron el asedio el 1 de agosto. Teófilo, ansioso por evitar la caída de la ciudad, partió de Constantinopla en dirección a Dorilea y, desde allí, mandó una embajada a Al-Mutasim. Sus enviados, que llegaron poco antes del comienzo del asedio o quizá durante los primeros días de este, aseguraron que las atrocidades de Sozopetra se habían cometido a pesar de las órdenes del emperador y prometieron ayuda para reconstruir la ciudad, además de la devolución de todos los prisioneros musulmanes y el pago de un tributo. El califa, sin embargo, no solo se negó a negociar, sino que además retuvo a los enviados en su campamento para que contemplasen el asedio.
Las fortificaciones de la ciudad eran recias: la rodeaba un ancho foso y una gruesa muralla guardada por cuarenta y cuatro torres, según el geógrafo contemporáneo ibn Khordadbeh; el califa nombró a cada uno de sus generales responsable de asaltar una sección. Tanto los sitiadores como los sitiados tenían numerosas armas de asedio y durante tres días, ambos bandos se lanzaron proyectiles mientras los zapadores excavaban minas bajo las murallas. Según los relatos árabes, un prisionero musulmán que se había convertido al cristianismo desertó e informó al califa acerca de una sección de la muralla que había quedado muy dañada por las lluvias y que se había reparado apresuradamente y mal por la negligencia del jefe de la guarnición. Como resultado, los árabes concentraron allí sus esfuerzos por quebrar las defensas. Los bizantinos intentaron proteger el lienzo de la muralla colgando vigas de madera para absorber el impacto de los proyectiles, pero se despedazaron después de dos días y los musulmanes lograron abrir por fin una brecha. Inmediatamente Aecio percibió que la defensa de la ciudad estaba en peligro y decidió intentar romper el cerco durante la noche para unirse al ejército de Teófilo. Envió dos mensajeros al emperador, pero ambos fueron capturados por los árabes y llevados ante el califa. Los dos aceptaron convertirse al islam y Al-Mutasim, después de concederles una rica recompensa, los paseó ante la muralla, a la vista de Aecio y de sus tropas. Para evitar otra tentativa de fuga, los árabes reforzaron la vigilancia, manteniendo constantes patrullas de a caballo incluso durante la noche.
Los árabes entonces lanzaron repetidos ataques en la zona de la brecha, pero los defensores consiguieron rechazarlos. En un primer momento, según al-Tabari, se colocaron allí catapultas manejadas por cuatro hombres en plataformas sobre ruedas, y se construyeron torres de asedio con diez hombres cada una que avanzaron hasta el borde del foso; los soldados comenzaron a llenarlo con pieles de cordero (de los animales que el ejército llevaba como alimento) rellenas de tierra. Sin embargo, la tarea avanzó con lentitud, pues los soldados temían el fuego de las catapultas bizantinas; esto obligó a Al-Mutasim a ordenar que se echase tierra sobre las pieles para mejorar la pavimentación del camino que atravesaba el foso hasta la muralla. Se pretendió entonces empujar una torre por el camino formado, pero acabó atascada y tuvo que ser, como las demás, abandonada y quemada. Al día siguiente, otro ataque, dirigido por Ashinas, fracasó a causa de la estrechez de la brecha. El califa entonces ordenó que se llevasen catapultas hasta allí para intentar ensancharla. Durante los días siguientes, al-Afshin e Itaj atacaron nuevamente, sin éxito. No obstante, la defensa bizantina comenzaba a flaquear ante los continuos asaltos y, tras aproximadamente dos semanas de asedio (la fecha que se da varía según el autor: el 12, 13 o 15 de agosto), Aecio envió una embajada presidida por el obispo de la ciudad para ofrecer la rendición de Amorio a cambio de un salvoconducto para los habitantes y la guarnición, pero el califa lo rechazó. Sin embargo, el comandante bizantino Boiditzes, que estaba a cargo de la sección de la muralla donde estaba la brecha, decidió llevar a cabo negociaciones por su cuenta con el califa, probablemente con el objetivo de entregar su posición. Fue hasta el campamento de los abasíes dejando órdenes a sus hombres de no ofrecer resistencia hasta que volviera. Mientras Boiditzes conversaba con el califa, los árabes se aproximaron a la brecha y, a una señal, se abalanzaron al interior. Tomados por sorpresa, los bizantinos apenas resistieron: algunos soldados se encerraron en un monasterio y murieron quemados vivos, mientras que Aecio, junto a sus oficiales, buscó refugio en una torre pero tuvo que rendirse.
La ciudad fue minuciosamente saqueada; según los relatos árabes, la venta del expolio duró cinco días. El cronista bizantino Teófanes Continuatus menciona setenta mil muertos, mientras que el árabe Al-Masudi registró treinta mil. Los supervivientes se convirtieron en esclavos que se repartieron los jefes del ejército, salvo los jefes militares y civiles bizantinos, que fueron entregados al califa. Tras permitir que los enviados de Teófilo le llevasen la noticia de la caída de Amorio, Al-Mutasim la incendió hasta que se consumió completamente; tan solo quedaron en pie las murallas, casi intactas. Entre los frutos del saqueo se contaban las enormes puertas de hierro de la ciudad, que al-Mutasim hizo transportar a Samarra y colocar en la entrada de su palacio. De allí pasaron, probablemente a finales de siglo, a Al Raqa, donde permanecieron hasta el 964, cuando el emir hamdanida Sayf al-Dawla se las llevó para colocarlas en la puerta Bab Qinnasrin de Alepo, su capital.

## Resultados

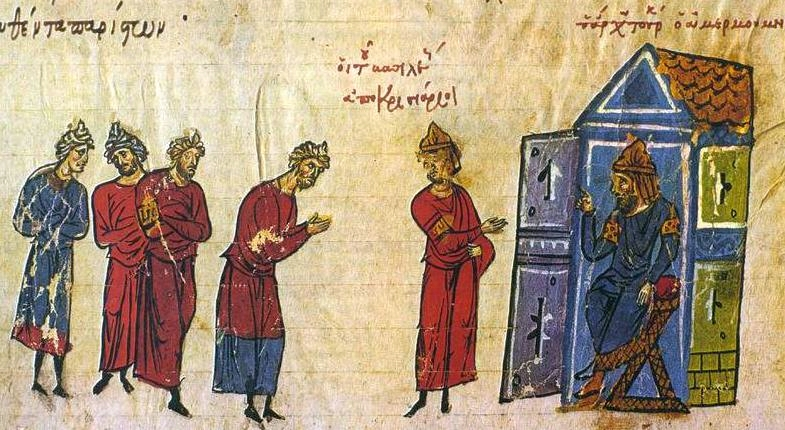
Embajada del turmarca Basilio a Al-Mutasim (sentado) después de la caída de Amorio. Miniatura del Madrid Skylitzes.

Inmediatamente después del saqueo, llegaron rumores al califa que afirmaban que Teófilo avanzaba para atacarlo. El ejército de Al-Mutasim avanzó durante un día por la carretera de Dorilea, pero no encontró señales de fuerzas bizantinas. Según al-Tabari, el califa sopesaba alargar la campaña para atacar Constantinopla cuando llegaron noticias acerca de una revuelta encabezada por su sobrino, al-Abbas ibn al-Ma'mun. Al-Mutasim tuvo que interrumpir su campaña y regresar precipitadamente a Mesopotamia, dejando intactas las fortalezas de los alrededores de Amorio y sin haber podido batirse con el ejército de Teófilo que esperaba en Dorilea. Al tomar la ruta más corta desde Amorio a las Puertas Cilicias, tanto el ejército del califa como sus prisioneros sufrieron por la aridez de la Anatolia central. Algunos prisioneros quedaron tan exhaustos que ya no podían marchar y fueron ejecutados, mientras que otros aprovecharon para huir. En represalia, Al-Mutasim, después de separar a los más importantes, mandó ajusticiar al resto, seis mil prisioneros.
Teófilo envió entonces una segunda embajada al califa, encabezada por el turmarca de Carsiano, Basilio, que llevaba presentes y una carta de disculpa en la que se ofrecía a rescatar con seis mil quinientos kilos de oro y la liberación de todos los prisioneros árabes a los prisioneros bizantinos más importantes. En respuesta, Al-Mutasim rechazó el rescate afirmando que la expedición en sí le había costado más de treinta y dos mil quinientos kilos de oro y exigió la entrega de Teófobo y del doméstico de las escolas, Manuel el Armenio, que años antes había desertado de los árabes. El embajador bizantino se negó a esto, en parte porque resultaba imposible de cumplir: Teófobo se había rebelado y no estaba en manos del emperador y Manuel probablemente había fallecido en la derrota de Anzen. Entonces Basilio le entregó al califa una segunda carta de Teófilo, más amenazadora. Al-Mutasim, enfurecido, le devolvió todos los regalos del emperador.
Después del saqueo de Amorio, Teófilo buscó la ayuda de otras potencias para afrontar la amenaza abasí: envió embajadas tanto al emperador de occidente, Luis el Piadoso (813-840), como a la corte del emir de Córdoba, el omeya Abderramán II (822-852). Los emisarios bizantinos fueron recibidos con honores, pero sus gestiones resultaron infructuosas. Los abasíes, empero, no aprovecharon su victoria. Los conflictos entre los dos imperios continuaron con una serie de ataques y contraataques a lo largo de los años siguientes, pero, tras algunos éxitos bizantinos, se firmó una tregua y un intercambio de prisioneros —que excluía a los cautivos más importantes de Amorio— en 841. El año de su muerte, 842, Al-Mutasim estaba preparando otra gran invasión, pero una tempestad en la costa del cabo Gelidonya destruyó la flota que había reunido para atacar Constantinopla. Después de la muerte del califa, el Califato se sumió en un prolongado periodo de inestabilidad y la batalla de Mauropótamo, disputada en 844, fue el último gran enfrentamiento árabe-bizantino hasta la década de 850.
Entre los magnates bizantinos capturados en Amorio, el strategos Aecio fue ejecutado inmediatamente después de la captura de la ciudad, probablemente, como indica el historiador Warren Treadgold, como castigo por la segunda carta de Teófilo al califa. Después de años de cautiverio y sin esperanza de obtener rescate por ellos, se trató de obligar al resto de los prisioneros a convertirse al islam. Cuando se negaron, fueron ajusticiados en Samarra el 6 de marzo de 845; para la Iglesia ortodoxa son los cuarenta y dos mártires de Amorio. Surgieron diversas historias sobre Boiditzes y su traición. Según la leyenda de los cuarenta y dos mártires, se convirtió al islam, pero esto no lo libró de morir ejecutado junto con los demás prisioneros; al contrario que los cadáveres del resto que, según la leyenda, flotaron «milagrosamente» en las aguas del Tigris, el suyo se hundió.

## Impacto
El saqueo de Amorio fue una de las incursiones más devastadoras de la larga historia de las correrías árabes por Anatolia. Se afirma que Teófilo cayó enfermo tras la caída de la ciudad y, aunque se recuperó, su salud siguió delicada hasta su muerte tres años después. Posteriormente, los historiadores bizantinos atribuyeron su fallecimiento antes de los treinta años de edad a la tristeza por la pérdida de la ciudad, aunque esto no sea probablemente más que una leyenda. La caída de Amorio inspiró diversas leyendas e historias entre los bizantinos que se encuentran en obras literarias que aún se conservan como la Canción de Armuris o la balada Kastro tis Orias (El castillo de la bella doncella). Por su parte, los árabes celebraron la conquista de Amorio, que fue el tema de la famosa Oda a la conquista de Amorio de Abu Tammam.
En realidad, el perjuicio militar causado por la campaña a los bizantinos fue limitado: las pérdidas se concentraron en la guarnición y la población de la ciudad saqueada, ya que el ejército bizantino en Anzen parece que sufrió pocas bajas y la revuelta de los jurramitas se resolvió al año siguiente sin derramamiento y estos se reintegraron sin problemas en el ejército bizantino. Ancira se reconstruyó rápidamente y volvió a repoblarse, igual que Amorio, aunque esta jamás recuperó el esplendor de antaño. La capital del Thema Anatólico pasó temporalmente a Poliboto. Según el análisis de Warren Treadgold, las derrotas del ejército imperial en Anzen y Amorio fueron, en gran medida, resultado de las circunstancias y no de la incapacidad del mando o de la falta de efectivos. Además, la estrategia bizantina se resintió del exceso de confianza de Teófilo, que se reflejó en la decisión de dividir sus fuerzas en un momento en que se enfrentaba a ejércitos árabes más numerosos que le suyo y en su exagerada creencia en la fuerza de los jurramitas. Aun así, la derrota incitó a Teófilo a realizar una gran reorganización de su ejército, lo que incluyó la creación de nuevos mandos fronterizos y la dispersión de los jurramitas entre las unidades de los themas.
La consecuencia más duradera de la caída de Amorio, en todo caso, fue religiosa y no militar. El dogma iconoclasta afirmaba contar con el favor divino y garantizar victorias militares, pero ni las deficiencias del ejército y ni la supuesta traición de Boiditzes consiguieron ocultar el hecho de que la caída de Amorio fue «un desastre humillante, comparable a las peores derrotas de cualquiera de los emperadores iconódulos» (Whittow), comparable a la gravísima derrota sufrida por Nicéforo I el Logoteta (802-811) en la batalla de Pliska, aún fresca en la memoria de la población del imperio. Como Treadgold escribió: «el resultado no demostró exactamente que la iconoclasia estuviese equivocada [...] pero de hecho eliminó el argumento más persuasivo para los indecisos, el de que aseguraba la victoria en las batallas». Poco más de un año después de la muerte de Teófilo, el 11 de marzo de 843, un sínodo recuperó la veneración de los iconos  y condenó la iconoclasia, que se tachó de herejía.